# Goma laca

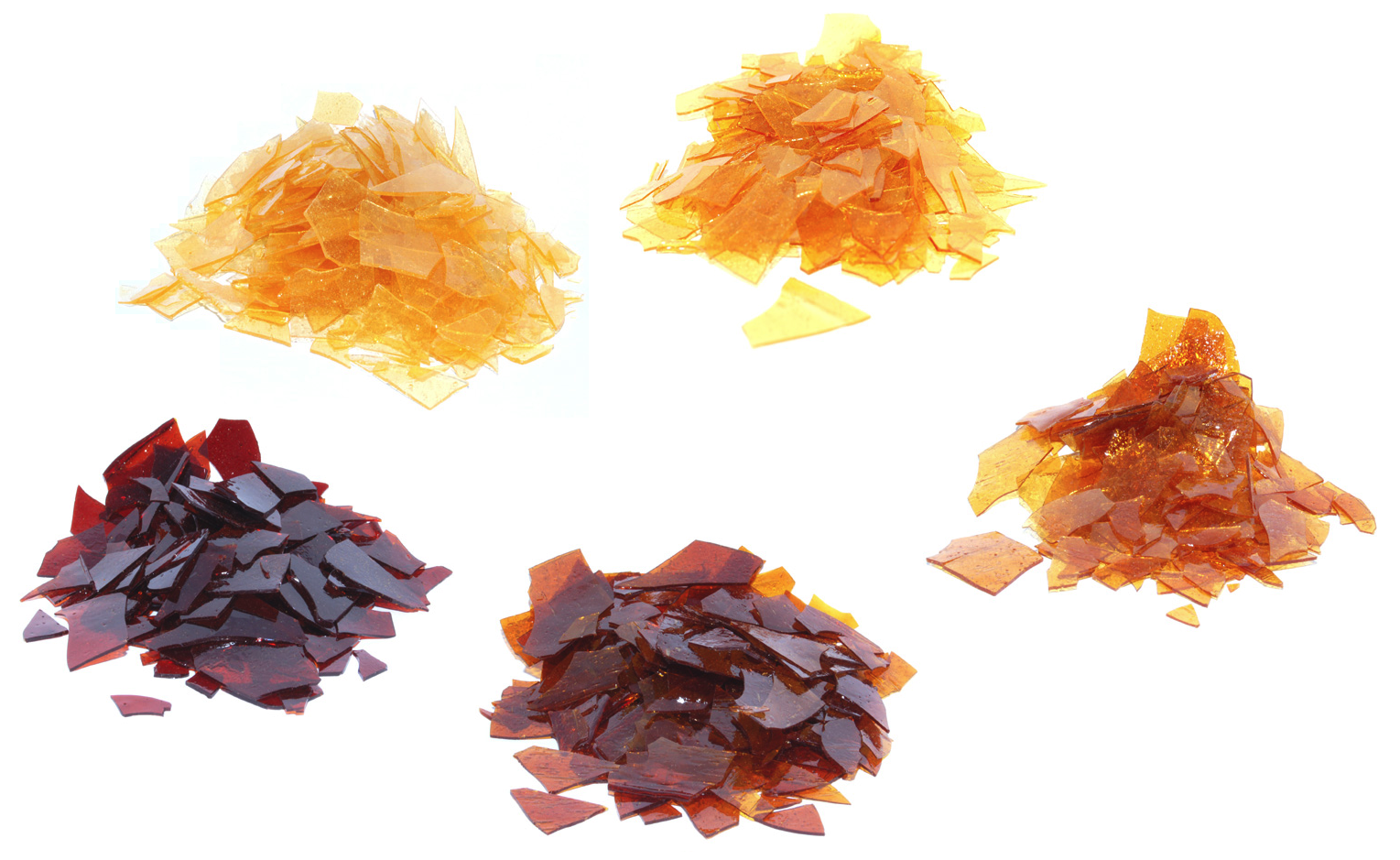
Distintas variedades de goma laca

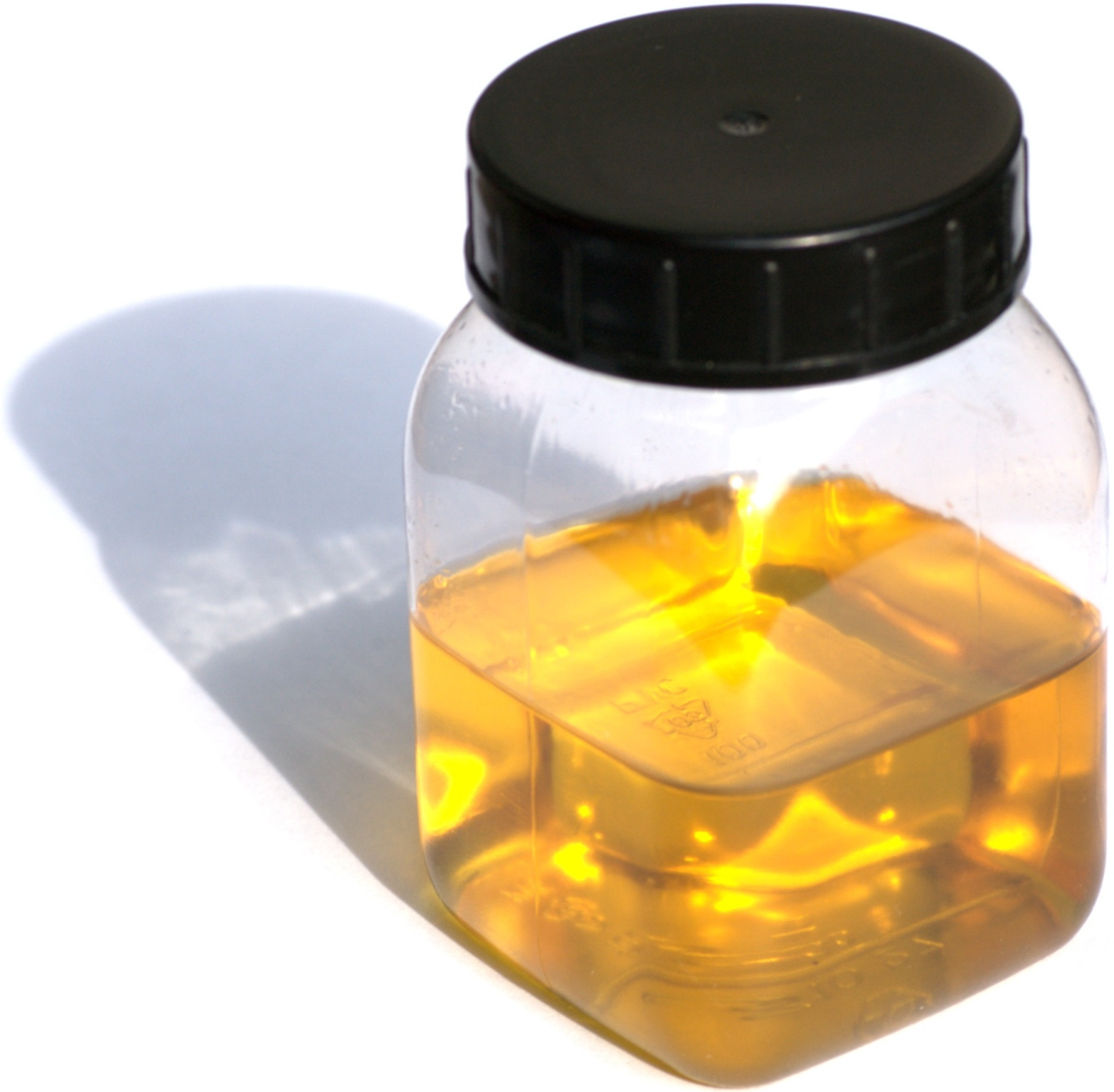
Goma laca en forma líquida.

La goma laca es una sustancia orgánica que se obtiene a partir de la secreción resinosa de un pequeño insecto rojo llamado cochinilla de la laca (Kerria lacca o Laccifer lacca), que habita en lugares del sudeste asiático como Indonesia o Sri Lanka. Las dos mejores variedades en el mercado son la goma laca de color naranja, que viene en forma de escamas finas y traslúcidas, y la goma laca blanca. Ambas son solubles en alcohol.

## Historia
El primer testimonio escrito de la goma laca se remonta unos 3000 años, pero se sabe que la goma laca ya se había utilizado antes. Según el Mahabharata, el exterior de un palacio entero se revistió con goma laca.
La goma laca era de uso poco frecuente como materia colorante durante la época del comercio con las Indias Orientales. Merrifield cita el año 1220 para la introducción de la goma laca como un pigmento artístico en España. El lapislázuli como pigmento ultramarino de Afganistán ya se importaba mucho antes de esto. El uso como pintura o barniz decorativo sobre grandes piezas de mobiliario se popularizó por primera vez en Venecia (y más tarde en toda Italia). Hay una serie de referencias del siglo XIII a cassoni —un tipo de cofre matrimonial de madera— pintados o barnizados, a menudo en dotes deliberadamente impresionantes como parte de matrimonios dinásticos. La definición de barniz no siempre está clara, pero parecen haber sido barnices basados en la resina de benzoino o en mástique, ambas comercializadas en todo el Mediterráneo. En algún momento, la goma laca comenzó a ser utilizada también. Un artículo del Journal of the American Institute of Conservation describe el uso de la espectroscopía infrarroja para identificar un recubrimiento de goma laca en un cassone del siglo XVI. Este fue también el período en la historia en la que el «barnizador» fue identificado como un oficio distinto, separado tanto del carpintero como del uso artístico. Otro uso de la goma laca fue como cera de lacre. En el libro de Woods The Nature and Treatment of Wax and Shellac Seals (‘La naturaleza y el tratamiento de sellado de cera y goma laca’), se discuten las diversas formulaciones, y el período en que la goma laca comenzó a ser añadida a las anteriores recetas de abeja.
El «período de introducción generalizada» parece ser alrededor de 1550 a 1650, cuando la sustancia pasó de ser una rareza en piezas muy decoradas a ser descrita habitualmente en los textos cotidianos.

## Origen de la goma laca
El gusano de la laca vive y se alimenta de árboles que se encuentran en las selvas tropicales de estos países y exuda un material duro parecido a una concha que, a veces, lo envuelve y causa su muerte. Los cultivadores locales recogen las ramitas recubiertas y quitan de ellas el material parecido a la concha. Este residuo se machaca posteriormente para formar gránulos, se coloca en sacos de tejido y se calienta sobre un fuego abierto hasta que el material comienza a reblandecerse y finalmente funde.
El exudado se recoge y se estira en hojas muy finas mientras aún está blando. Después de que estas hojas se han enfriado y endurecido se machacan una y otra vez para formar escamas. Las escamas se envasan en sacos y se distribuyen hacía todas las partes del mundo. En droguerías se suele expender disuelta en alcohol desnaturalizado (mezcla de etanol y metanol) en una proporción determinada y es envasada en recipientes de vidrio o metal de distintas capacidades o bien en escamas a granel para realizar uno mismo la mezcla con el alcohol.

## Usos

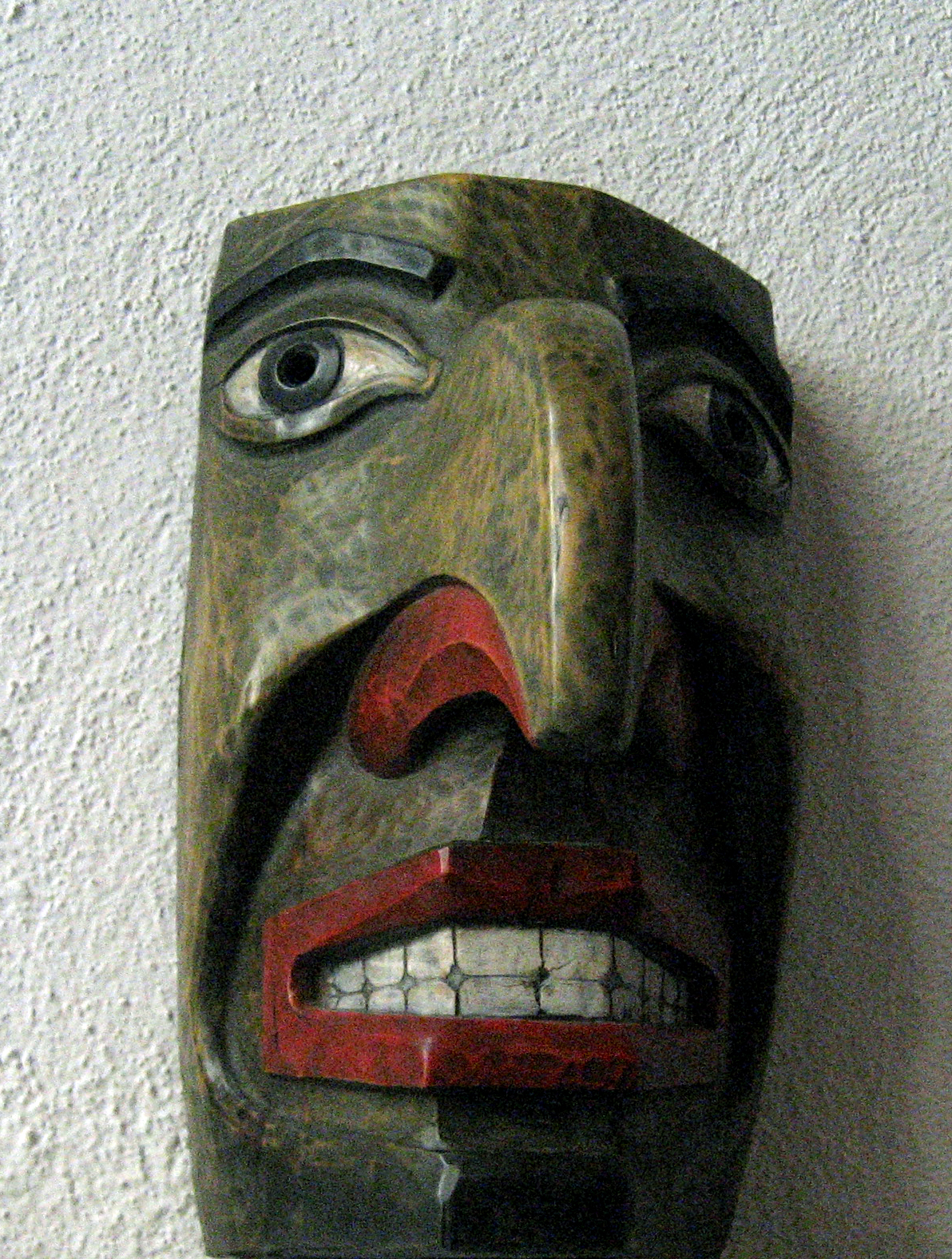
Máscara realizada por Medina Ayllón, con la utilización para su policromía de goma laca sobre témpera.

Durante la primera mitad del siglo XX, la goma laca es la base de la industria del disco de gramófono de 78 rpm, y también en la fabricación de discos de acetato. Fue sustituido gradualmente por los plásticos sintéticos (baquelita, y el vinilo en 1938). Sin embargo, la producción de discos de pasta continuó en la década de 1950 en países del Oeste. Otros países del mundo continuaron la producción hasta la década de 1970. Entre sus usos se incluyen artículos diversos tales como marcos para fotos, espejos, peines, o joyas, placas o prótesis dentales. Estos objetos se hicieron desde mediados del siglo XIX hasta la llegada de plástico durante la primera mitad del siglo XX. Las páginas en braille se encontraban también cubiertas con laca para protegerlas durante su manipulación. Incluso en la actualidad, se utiliza en la composición de la tinta china.
La utilización más frecuente es para el tratamiento final de las superficies de madera de muebles e instrumentos musicales. Es uno de los tipos más antiguos de acabado debido a que seca rápidamente, protege bien y tiene una larga duración. Con el desarrollo y preparación de barnices y lacas de síntesis industrial, la goma laca ha perdido bastante la popularidad con la que gozaba antaño, pero aún mantiene un lugar importante, no sólo en el campo del acabado de la madera sino también en otras industrias.
Puede ser utilizada para impermeabilizar superficies porosas y como capa aislante entre las capas de pintura en ciertas técnicas de bellas artes (sobre todo en la pintura de témpera). También se vende como fijador para dibujos a carboncillo y otros tipos. Su insolubilidad total en las esencias minerales y en aguarrás la hace valiosa como capa aislante en la pintura decorativa o de paredes. La goma laca que se ha diluido en muchas ocasiones, pierde sus propiedades de secado cuando se almacena, por lo que es mejor no guardarla en estas condiciones.
Antiguamente, el alambre de cobre para bobinados podía llevar una capa de goma laca debajo del aislamiento de algodón como refuerzo eléctrico. Pero no resultaba conveniente por ser poco resistente a las altas temperaturas. Finalmente, ambos aislamientos fueron sustituidos por el esmalte con el que actualmente viene recubierto.

### Industrias alimentarias y farmacéuticas
Sus propiedades alcalinas se utilizan para proteger los medicamentos durante el tránsito por el tracto digestivo y liberar el principio activo en el lugar correcto (en el intestino delgado o el colon). En agricultura, se usa para proteger las manzanas que pierden su cera natural durante la recolección y limpieza, así como para fijar las esporas que sueltan los níscalos cuando se cortan de cara a asegurar el crecimiento de más al año siguiente. Recibe el código E904 como aditivo alimentario. Los veganos evitan este producto, ya que es de origen animal. La goma laca puede ser un alérgeno de contacto, los síntomas más frecuentes son la irritación de la piel.

## Tipos
- Goma laca naranja: el color natural de la goma laca es naranja transparente y cuando se aplica a una superficie tiende a variar ligeramente su color. No es apropiado aplicar goma laca naranja a un acabado decolorado o natural, porque altera notablemente el color de estas maderas claras y porque en una aplicación desigual se apreciarán con claridad la superposición de los brochazos, por lo que se recomienda su aplicación con muñequilla.[cita requerida]
- Goma laca blanca: es del color de la clara de huevo, debido a que se extraen las ceras de su composición. También se la llama goma laca descerada. Es transparente y cuando se aplica a una superficie de madera se conserva el color natural de esta. Puede utilizarse sobre superficies oscuras pero es recomendable sobre todo para superficies claras decoloradas o teñidas en las que el tono de la madera debe quedar tal como es. Se diluye en alcohol en proporción de 1/10. Presenta, sin embargo, ciertas desventajas que hacen impracticable su uso en determinadas condiciones: tiene tendencia a volverse blanca lechosa cuando está sometida a elevados grados de humedad, dando a la superficie una apariencia velada y sucia. Además, debido a los productos químicos blanqueadores que se le añaden en su producción, su durabilidad es menor con respecto de su homóloga naranja.